# Vysoký Chlumec
Vysoký Chlumec är en köping i Tjeckien.   Den ligger i regionen Mellersta Böhmen, i den centrala delen av landet, 50 km söder om huvudstaden Prag. Vysoký Chlumec ligger 501 meter över havet och antalet invånare är 799.
Terrängen runt Vysoký Chlumec är kuperad söderut, men norrut är den platt. Runt Vysoký Chlumec är det ganska glesbefolkat, med 28 invånare per kvadratkilometer. Närmaste större samhälle är Sedlčany, 5,5 km nordost om Vysoký Chlumec. Omgivningarna runt Vysoký Chlumec är en mosaik av jordbruksmark och naturlig växtlighet.